# Неуролитички блокови у патогенези висцералног малигног бола
Неуролитички блокови у патогенези висцералног малигног бола користе се код болесника са очекиваним кратким веком преживљавања малигне (злоћудне) болести 
јер и сам блок обично траје 3–6 месеци.

## Неуролитички блокови у онкологији
Већина неуролитичних блокова циља симпатетички систем који има важну улогу у патогенези висцералног малигног бола. Зависно од анатомске структуре захваћене малигним процесом и дерматомске дистрибуције бола врши се блок одређеног сегмента симпатетичког нервног система.
Дијагностички блок са локалним анестетиком претходи свим неуролотичким блоковима сем спиналног блока алкохолом за који не постоји добра дијагностичка процедура.
При томе треба нагласити да успешан дијагностички (прогностички) блок не гарантује успешан неуролитички блок.

### Цервикална кордотомија
Ова врста блока, који се изводи хируршким пресецањем нерва кићмене мождине због несносног бола. У онкологији се користи се купирање унилатералног малигног бола испод рамена или Ц5 дерматома кичмене мождине (нпр код Панкоаст тумора, плеуралног мезотелиома, захваћеног брахијалног плексуса или лумбарног плексуса).
Кордотомија ствара лезију спиноталамицког тракта на нивоу Ц1—Ц2 са циљем смањења унилатералног бола испод дерматома Ц5. Лезија се изводи или алкохолом (највише 1—2 мл) или радиофреквентном енергијом, под флуроскопском или ЦТ контролом.
Процедура је сложена и софистицирана и у западним земљама се изводи у малом броју центара.
Иако ову методу не треба користити за трбушни, висцерални бол, она најбоље резултате даје код неуропатског иинцидентног бола.

### Блок целијачног плексуса
Користи се код карцинома панкреаса. Мета-анализа 24 студије са 1.145 болесника из 1995 која је проценила ефикасност целијачног блока, показала је да је 89% болесника имало смањење бола после 2 недеље, а 58% комплетну аналгезију. После 3 месеца, резултати су били слични, 90% и 56%. Недавне студије потврђују ефикасност блока, али не и независност од додатне употребе опиоида.
Метода важи као релативно безбедна процедура. Алтернатива целијачном блоку је спланхнички блок који се изводи на нивоу Т11 у контрасту на Т12-Л1 за целијачни блок.
Блок се врши под флуороскопском или ЦТ контролом. Постоји неколико приступа: постериорни трансаортални, паравертебрални (ретрокрурални) и трансдискални. Ниједан није супериоран у односу на други.
Комликације
Могу бити: пролазна хипотензија, пролив, парестезије, хематурија, пнеумоторакс, бол у рамену, спорадично параплегија.

### Горњи хипогастрички блок
Користи се код пелвичних канцера. Еваулиран је само у опсервационим студијама. Највећу је објавио Планкарте са сарадницима обављену код 277 болесника од којих је 51% имало задовољавајуће смањење бола.
Компликације
Компликација билатералног блока може довести до сексуалне дисфункције код мушкараца. Описани су и случајеви неуропатије лумбалног плексуса са слабошћу флексорних мишића кука.

### Ганглион Импар блок
Ганглион Импар блок је сигуран и минимално инвазивни поступак који се користи за лечење висцералног, карличног, гениталног, перинеалног и аналног бола. Како се овом методом постиже типичан блок симпатикуса она се може користити у лечењу болова са симпатичном болешћу, перинеалног бол малигне етиологије, неуропатског бола и пост-хируршких болова.
Често поједини лекари специјалисти не користе неуролизу доњих сакралних корена са страхом од могућег оштећења нерава који контролишу функцију бешике и ректума, поготово што иако је блок описан давно, не постоје добре студије у задњих 20 година, већ само прикази случајева.
Најважнији аспект ове процедуре је његова способност да понуди моћно олакшање бола, чак и у присуству малигнитета. Пацијенти могу очекивати након блока између 50% и 100% ослобађања бола након ињекције. Како разне карличне структуре имају нервна влакна која пролазе кроз ганглион импар, блок који се овде ради може истовремено третирати више подручја болова.

### Перкутана вертебропластика и кифопластика
Користи се код вертебралних компресионих фрактура као последица метастаза. (мултипли мијелом, солидни тумори дојка, простата итд). Операција се изводи у локалној анестезији и траје тридесетак минута. Уместо класичног хирурског реза, перкутана вертебропластика ради се убодом специјалне игле кроз кожу. Рендгеном се проналази пршљен који је сломљен и у њега убацује коштани цемент. Интервенција делује тако што стабилизује измењено пршљенско тело, повезује коштане фрагмене. такође утоку хемијског процеса или хемијске реакције полимеризације ослобађа се температуру, која се локално креће 70 до 80 степени, и тако термичким дејством делује на туморско ткиво и на нервне завршетке пршљенског тела, доводећи до денервације и, аутоматски до, смањења бола.
Ова операција не лечи основно обољење, већ симптоме и последице. Након интервенције болесници могу одмах да се врате свакодневним активостима.
Ову интервенцију најчешће изводе спинални ортопеди. Метода се одавно примењује у свету, а у Србији у здравственим установама у Београду, Нишу и Крагујевцу.
Компликације
Компликације су ретке, али могу бити озбиљне.